# The Organ Rehearsal
The Organ Rehearsal è l'opera più famosa ed importante di Henry Lerolle.

## Descrizione
Il dipinto è ambientato sulla tribuna in controfacciata della chiesa di San Francesco Saverio, a Parigi e raffigura una famiglia che assiste ad una funzione religiosa. Una di queste, la protagonista, si appresta a recitare la preghiera. L'autore ha scelto i personaggi della scena tra i suoi famigliari ed amici: lo stesso autore è rappresentato a sinistra con lo sguardo verso l'osservatore. La moglie è seduta tra le due sorelle.